# Giovanni di Candida

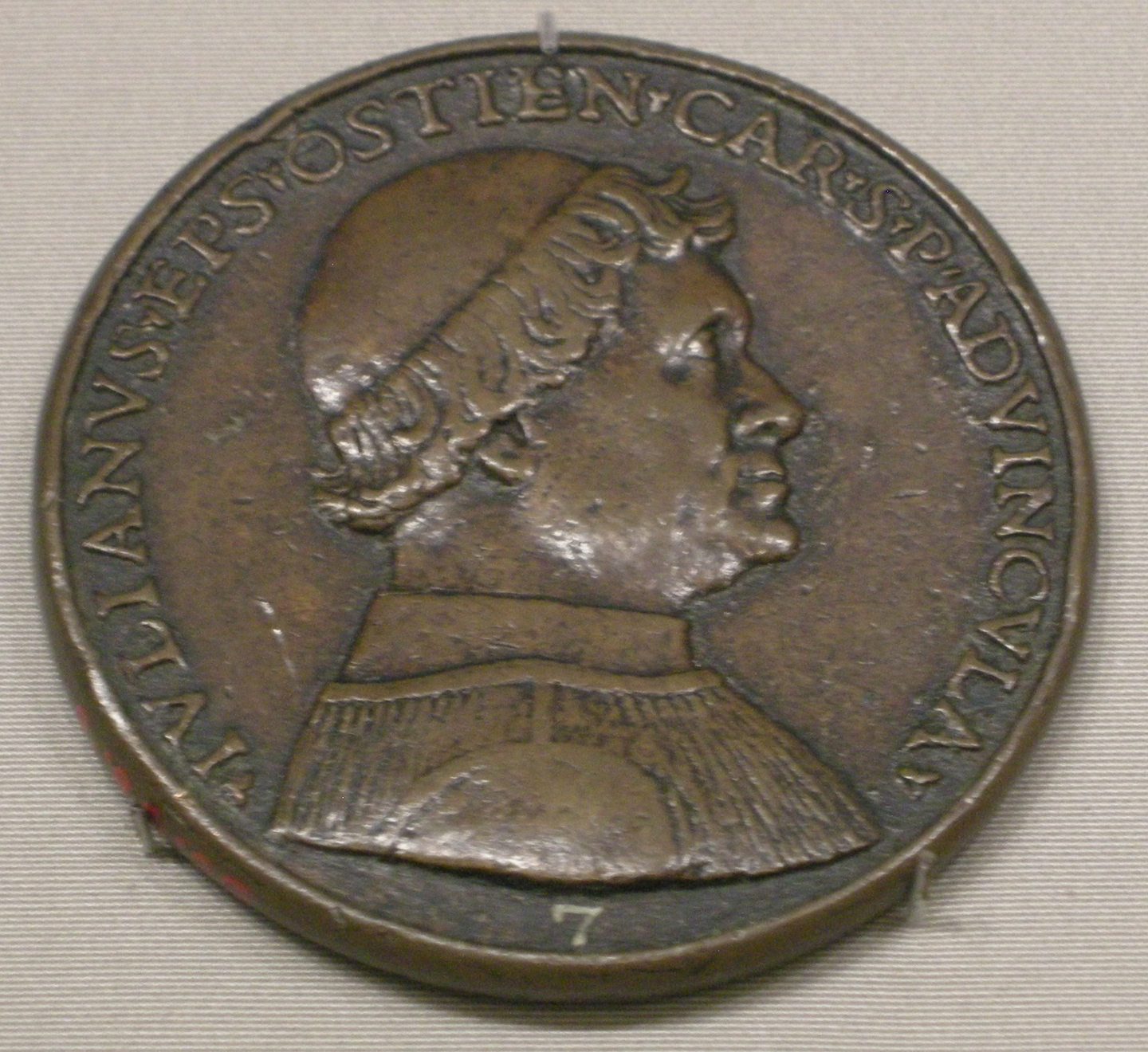
Giuliano della Rovere, Medaille von Giovanni di Candida, um 1495

Giovanni di Candida, eigentlich Giovanni di Salvatore Filangieri, (* um 1445 wahrscheinlich in Neapel; † 1504 oder später) war ein italienischer Diplomat, Historiker, Kleriker und Hobbymedailleur.
Namensvarianten: Jean Candida; Jean de Candida; Jehan de Candida; Giovanni di Salvatore; Giovanni Filangieri
Giovanni di Candida war adliger Abstammung. Schon früh entwickelte er ein großes Interesse für die Medaillenkunst, in der er sich zu einem hochbegabten Dilettanten entwickelte. Sein Lehrer war vielleicht der heute nur noch unter seinem Künstlernamen Lysippus bekannte Medailleur, dem man unter anderem eine Medaille mit dem Porträt Giovanni di Candidas zuschreibt.
Vermutlich verfügte er über gute politische Kontakte, die ihm ein jeweils gesichertes Auskommen versprachen. Nach einer lukrativen Anstellung im Haus der Anjou-Neapel, in der er unterer anderem Zeuge der Schlacht bei Troia/Foggia (1462) war, wechselte er wahrscheinlich in der zweiten Hälfte der 1460er Jahre an den Hof Karls des Kühnen von Burgund, dessen Sekretär er ab 1472 war. In dessen Dienst weilte er 1473 in Venedig, 1474/75 in Augsburg, Köln und Neuss und 1476 in der Schweiz. Wahrscheinlich war er ein besonderer Begünstigter der Maria von Burgund. Ab 1477 arbeitete er für den Erzherzog und späteren Kaiser Maximilian von Österreich und ab 1480 für den französischen Hof. 1483 nahm er die französische Staatsbürgerschaft an. Noch im gleichen Jahr trat er erstmals als Publizist historischer Schriften in Erscheinung. Zwischen 1488 und 1493 sind mehrere Aufenthalte in Rom dokumentiert. 1504 wird er letztmals erwähnt.
Zwischen 1470 und 1490 trat er mehrmals als Medailleur in Erscheinung. Unter anderem modellierte er Porträts von  Karl dem Kühnen, dem Erzherzog Maximilian, Maria von Burgund (alle 1476/77), Antonio Graziadei, Nicolas Ruter (alle 1478), Robert Briçonnet, Jean de la Gruthuse, Jean Carondelet, Marguérie Chassé und Jean Miette (alle 1479). Nach 1490 sind keine weiteren Medaillen eindeutig belegt. Ihm zugeschriebene Arbeiten aus dieser Zeit sind nach heutiger Ansicht wahrscheinlich als Werke von ihm geschulter französischer Medailleure zu betrachten.
Er signierte meist mit: CAND, CANDID, OPUS CAND, oder CANDIDA.
Medaillen von Giovanni di Candida befinden sich heute in Berlin (Münzkabinett), London (The British Museum), London (Victoria and Albert Museum), Washington (National Gallery of Art) und vielen weiteren öffentlichen und privaten Sammlungen.